# Mylothris trimenia
Mylothris trimenia är en fjärilsart som först beskrevs av Butler 1869.  Mylothris trimenia ingår i släktet Mylothris och familjen vitfjärilar. Inga underarter finns listade i Catalogue of Life.

## Bildgalleri

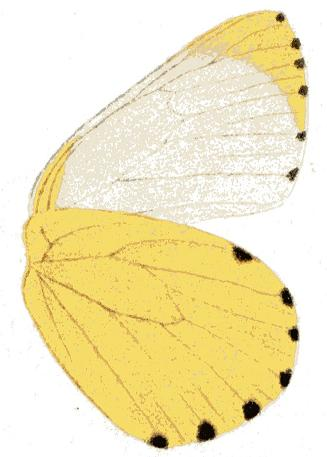
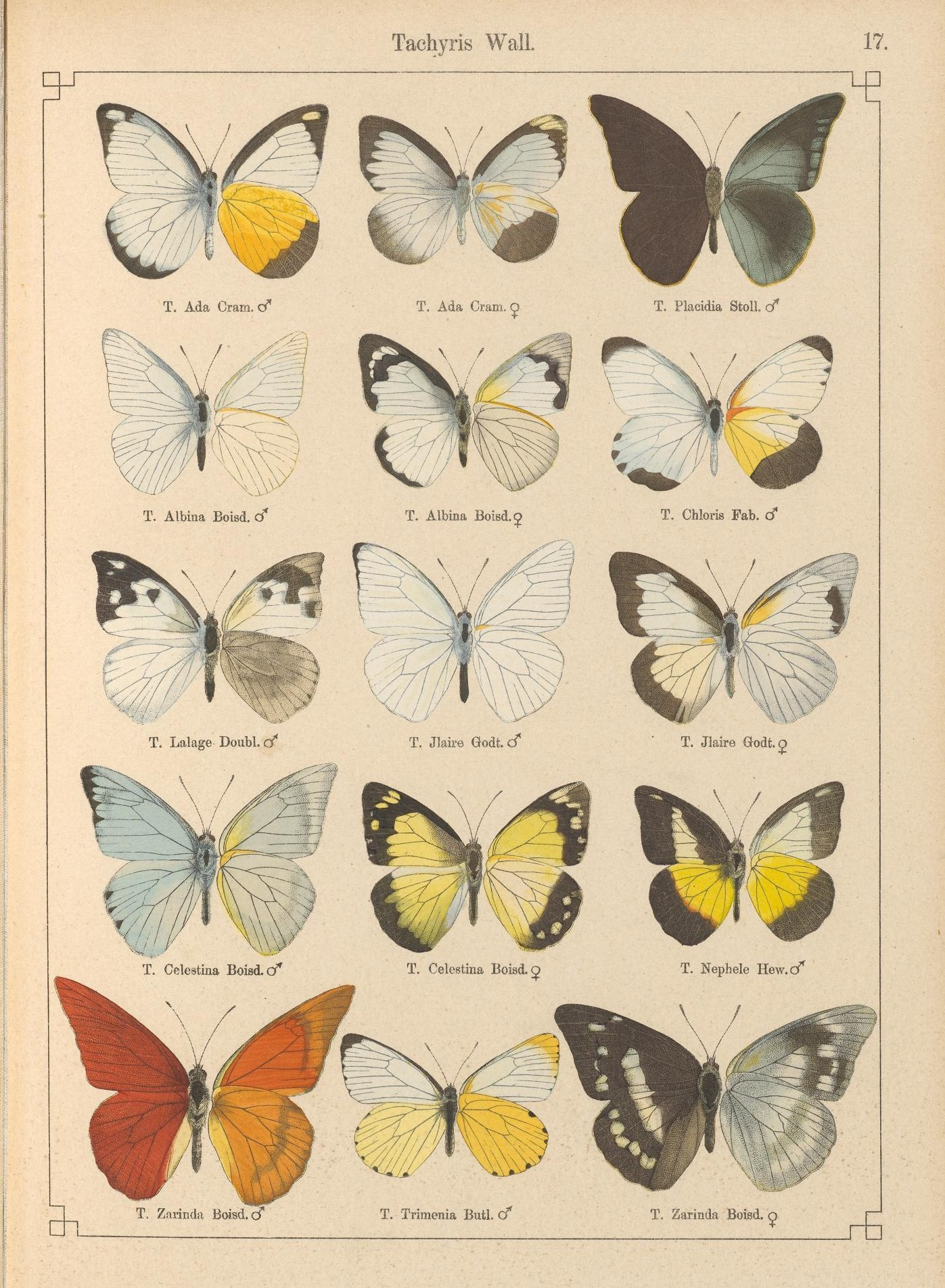